# Metro w Panamie
Metro w Panamie − system metra w stolicy Panamy, Panamie.

## Projekt
W 2010 podpisano umowę na budowę pierwszej linii metra w Panamie. Linia metra ma mieć długość 14 km z 15 stacjami na trasie. Linia na długości 7 km ma przebiegać pod ziemią, a na długości 6,3 km na wiaduktach. Zasilanie ma odbywać się za pomocą trzeciej szyny o napięciu 750 V DC. Warta dwa miliardy dolarów budowa trwała ponad 41 miesięcy, a otwarcie linii zaplanowano na 5 kwietnia 2014 roku. Pociągi składane będą z trzech wagonów z klimatyzacją, monitoringiem, systemem informacji dla pasażerów i udogodnieniami dla osób niepełnosprawnych.